# Alexis Bouvier
Alexis Bouvier est un romancier et auteur dramatique français, né le 15 janvier 1836 à Paris où il est mort le 18 mai 1892 dans le 18e arrondissement.

## Biographie
Né dans une famille ouvrière, Alexis Bouvier a commencé sa vie professionnelle en tant que ciseleur en bronze, jusqu'en 1863, tout en prenant le soin de se cultiver pour combler les lacunes d'une instruction sommaire. Il montre rapidement des velléités d'écriture.
Ses premières œuvres sont des petites nouvelles retraçant des scènes de rue ou d'ateliers, des chansons populaires et des opérettes pour théâtre de quartier et café chantant. Certaines ont connu un vif succès comme Les Trois Lettres d'un marin ou encore La Canaille chantée notamment par Rosa Bordas. Le Figaro par l'intermédiaire d'Hippolyte de Villemessant, toujours en quête de nouveautés pour son journal, lui donne sa chance également dès 1863. Le réalisme dans l'écriture est en vogue, et Alexis Bouvier écrit des nouvelles dramatiques qui lui permettent de conter la misère sociale et la vie de malheureux et de déshérités qu'il a côtoyés. Il aime à rappeler son origine plébéienne et se sert de ces récits pour mieux l'évoquer.
Pour subvenir à ses besoins et compléter ses maigres profits, il exerce une activité de limonadier sur le Boulevard de Strasbourg, et c'est sur un coin de table, entre deux opérettes et nouvelles dramatiques, qu'il écrit son premier roman feuilleton. Quand Villemessant, lassé de ces histoires uniformes et liées au deuil, suspend leur publication dans le Figaro, Alexis Bouvier se tourne vers la publication dans des revues à cinq centimes de ses romans feuilletons. Sa réussite est immédiate et son œuvre est prolifique dans ce domaine. D'une imagination débordante, il mène jusqu'à trois romans de front dans les années les plus fécondes. Il gagne bien sa vie malgré de nombreuses dépenses. Durant plusieurs années, il reçoit dix à douze convives tout l'été dans sa propriété de Veules-les-Roses.
En 1888, une hémiplégie accompagnée d'aphasie et de perte de mémoire le contraint à renoncer à tout travail. En précarité financière, une vente de tableaux est réalisée à son profit en 1892 par ses amis peintres, mais une nouvelle attaque de paralysie le terrasse. Il meurt à son domicile, Boulevard de Clichy en mai 1892. Il est enterré au Cimetière du Père-Lachaise (47e division). Sa sépulture est ornée d'un buste en bronze, œuvre d'Eutrope Bouret.

## Œuvre
Opérettes et Vaudevilles
- Versez, marquis (1862)
- Mlle de Longchamp (1863)
- Eurêka (1863)
- Une paire d'Anglais (1864)
- Une veuve d'un vivant (1865)
- La Gamine du village (1865)
- Suzanne au bain (1874)

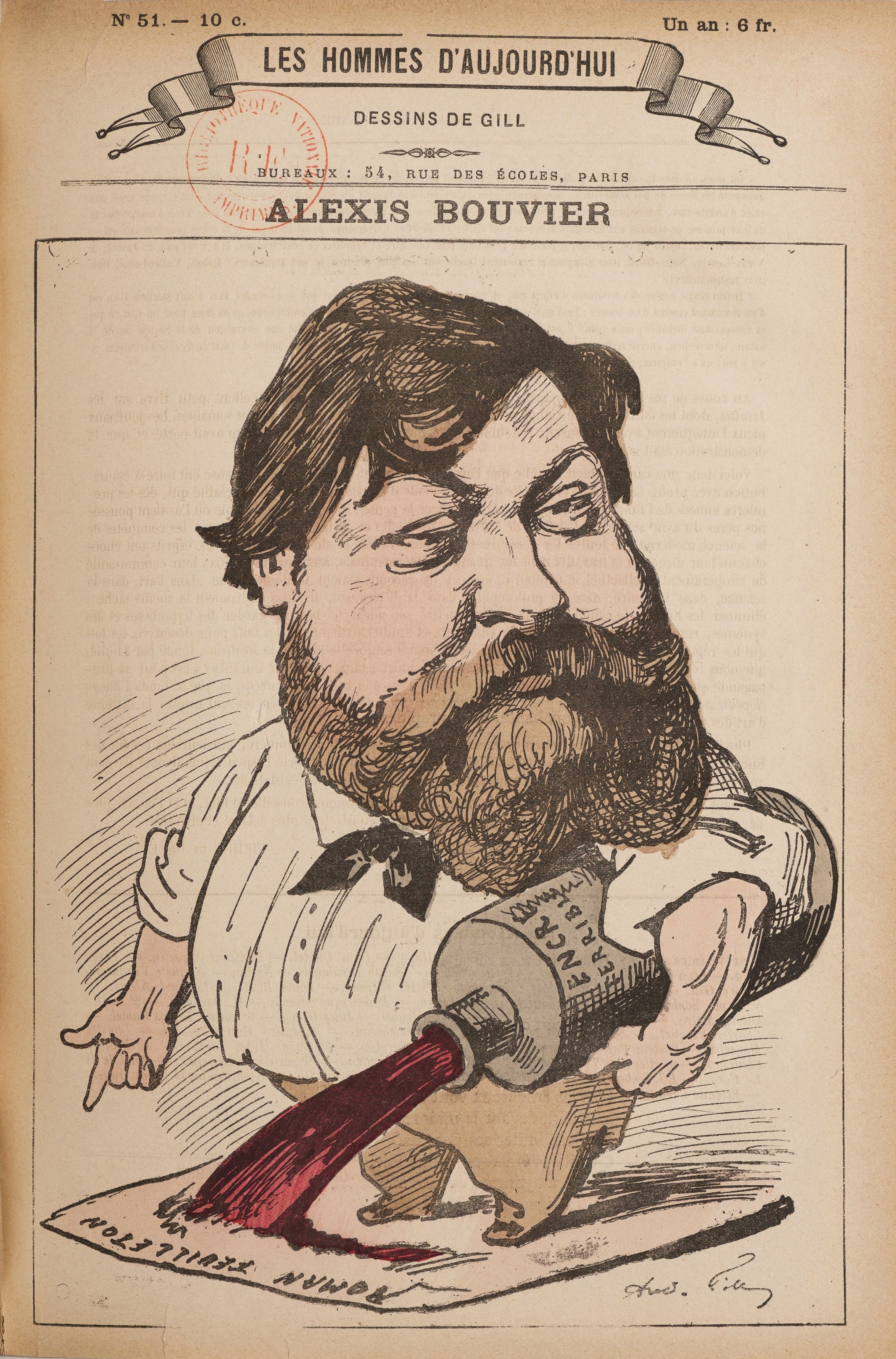
Caricature d'Alexis Bouvier par André Gill (1879), Les Hommes d'aujourd'hui, n°51.

- Les Petites Dames du Temple (1875)

Drames
- Auguste Manette (1873)
- Le Mariage d'un forçat (1878)
- La Dame au domino rose (1882)
- Malheurs aux pauvres ! (1882)
- La Sang-Brûlé (1883)

Romans
- La Duchesse Quinquenveult (1868)
- Les Pauvres (1870)
- Auguste Manette (1870)
- Les Soldats du désespoir (1871)
- Le Mariage d'un forçat (1873)
- Les Drames de la forêt (1873)
- Le Domino rose (1878)
- Amour, Misère et Cie (1878)
- M. Coquelet, le mouchard (1878)
- La Grande Iza (1878)
- M. Trumeau (1879)
- La Belle grêlée (1879)
- La Femme du mort (1879)
- Malheurs aux pauvres ! (1880)
- Iza, Lolotte et Cie (1880)
- Les Créanciers de l'échafaud (1880)
- Melle Beau Sourire (1880)
- Melle Olympe (1880)
- Le Fils d'Antony (1881)
- Le Club des coquins (1881)
- Caulot le garde-chasse (1881)
- La Princesse saltimbanque (1881)
- Bayonnette (1882)
- Le Bel Alphonse (1882)
- La Bouginotte (1882)
- La Rousse (1882)
- La Petite Duchesse (1883)
- La Sang-Brûlé (1883)
- Étienne Marcel, ou la Grande Commune (1884)
- Le Fils de l'amant (1884)
- Le Mari de sa fille (1884)
- La Petite Cayenne (1884)
- Veuve et Vierge (1884)
- Iza la ruine (1885)
- La Mort d'Iza (1885)
- La Belle Herboriste (1885)
- L'Armée du crime (1886)
- Lolo (1886)
- Colette (1887)
- Ninie (1887)
- La Petite Baronne (1887)
- Melle Beaubaiser (1888)
- Ninie (1888)
- Le Mariage d'un forçat (1888)
- Les Yeux de velours (1888)
- La Belle Olga (1889)
- Les Seins de marbre (1889)
- Les Petites Ouvrières (1889)
- Les Amours de sang (1890)
- Chuchote (1891)
- Les Assassins de femmes (1891)
- Les Petites Blanchisseuses (1891)
- Les Chansons du Peuple (1891)

## Sources
- Nécrologie dans la revue Encyclopédique Larousse 1892 (page 1269-1270)
- Frédéric Loliée : Nécrologie dans la Nouvelle Revue de mai 1892 (pages 843-846)